# The Medicine Man (film fra 1917)
The Medicine Man er en amerikansk stumfilm fra 1917 af Clifford Smith.

## Medvirkende
- Roy Stewart som Jim Walton
- Ann Forrest som Edith Strang
- Percy Challenger som Seth Hopkins
- Aaron Edwards som Joe Maslone
- William Fairbanks som Luther Hill